# Автомагістраль А150 (Франція)
Автомагістраль A150 автомагістраль, яка з'єднує Руан з Івето в Приморській Сені.
Це шосе спочатку мало номер A15.

## Історія
Відкрита в 1973 році автомагістраль починається від Руана на в'їзді в Девіль-ле-Руан, де з 2008 року вона з'єднана з мостом Гюстава-Флобера (що дозволяє з'єднати її з A13 через так званий колектор South III і A139). Потім вона прямує на північний захід, розгалужується з A151 у напрямку до Дьєппа, а потім досягає Барантена (де обслуговує комерційний центр Ле Меніль-Ру).
Планується з’єднати цю ділянку з південною об’їзною дорогою Руана (Sud III, N 338), створивши прямий зв’язок між останньою та мостом Флобера.
З березня 2015 року вона оминає Барантен, щоб дістатися до A29 у Вовіль-ле-Баон. У Барантені Барантенський віадук довжиною 487 метрів проходить над долиною річки Остреберт.

## Оплата
Плата за проїзд в Бувілі.
€3.50 за 18 км автомобілем, ця нова ділянка є однією з найдорожчих у Франції (€0.17 за кілометр).